# Geer van Velde
Geer van Velde, eigentlich Gerardus van Velde (* 5. April 1898 in Lisse, Holland; † 5. März 1977 in Cachan, Frankreich), war ein niederländischer Maler.
Geer van Velde war als Künstler ein Autodidakt. Er gilt als einer der bedeutenden Vertreter der Abstrakten Malerei nach dem Zweiten Weltkrieg, der außerhalb der Niederlande bekannt wurde. Er ist der jüngere Bruder des Künstlers Bram van Velde. Die Brüder erlebten eine Kindheit und Jugend voller Entbehrungen und Armut.
Bram und Geer van Velde gingen 1925 nach Paris. Geer arbeitete als freischaffender Maler und schuf expressionistische Landschaftsmalerei, Bilder von Figuren und Stillleben.
Im Jahr 1938 vollzog sich eine radikale Veränderung seiner Malerei. Bei einem Aufenthalt in Südfrankreich, in Cagnes-sur-Mer, entwickelte er einen eigenen abstrakt-geometrischen Stil, den er fortan beibehielt. Er war von den abstrakten Künstlern der École de Paris beeinflusst. Sein Freund Samuel Beckett verschaffte ihm die Möglichkeit einer ersten Einzelausstellung 1938 in der Galerie von Peggy Guggenheim in der Cork Street von London. Beckett, van Velde, und Guggenheim waren befreundet und trafen sie häufig in der Freizeit.
Mit einigen wichtigen Ausstellungen, auf Empfehlung von Pierre Bonnard, in der renommierten Galerie Maeght in Paris in den Jahren 1946, 1948 und 1952 festigte sich seine Reputation als Maler. Er erhielt internationale Aufmerksamkeit. Im Jahr 1951 bekam er den Ersten Preis der Biennale von Menton. 1959 war er Teilnehmer der documenta 2 in Kassel.
Der Amsterdamer Kunsthändler M.L. de Boer entdeckte ihn 1971 und organisierte für ihn seine erste Einzelausstellung in seiner Heimat Holland.
Im Jahr 1978 wurde seine Kunst zusammen mit den Werken seines Freundes Roger Bissière und Serge Poliakoff in Amsterdam ausgestellt.